# Cuito Cuanavale
Cuito Cuanavale é uma cidade e município da província do Cuando, em Angola.
Tem 35 610 km² e cerca de 65 mil habitantes. Os seus limites são estabelecidos a norte pelo município de Alto Cuito, a leste pelos municípios de Cangamba e Dima, a sul pelo município de Mavinga e a oeste pelos municípios do Longa e Nancova.
O município é constituído pela comuna-sede, equivalente à cidade de Cuito Cuanavale, e ainda pela comuna de Lupire. Anteriormente seu território continha as comunas de Longa e Baixo Longa.

## História
Foi neste município que ocorreram alguns dos confrontos mais sangrentos da Guerra Civil Angolana, notavelmente a batalha de Cuito Cuanavale. Dum lado lutaram as Forças Armadas Populares de Libertação de Angola (FAPLA), as tropas regulares da República Popular de Angola, apoiadas pelo Exército Cubano e por tropas do Exército Popular de Libertação da Namíbia (PLAN), e do outro lado as Forças Armadas de Libertação de Angola (FALA), braço armado da União Nacional para a Independência Total de Angola (UNITA), apoiadas por tropas do regime sul-africano apartheid e com apoio logístico e financeiro estadunidense. Morreram milhares de combatentes dos dois lados. Foi a batalha mais prolongada que teve lugar no continente africano desde a Segunda Guerra Mundial. É considerada também a segunda maior batalha de terreno do século XX, superada apenas pela batalha de Kursk.
No fim da batalha de Cuito Cuanavale, tanto a UNITA como o Estado Angolano declararam que a venceram militarmente. Contudo houve uma clara vitória política do lado das FAPLA/MPLA. Por mais que tenha havido a retirada das forças cubanas e sul-africanas do território angolano, a consequente independência da Namíbia foi, de longe, o maior capital político angariado pelas FAPLA/MPLA no combate e na Guerra Civil Angolana.

## Infraestrutura
A cidade dispõe de um campus da Universidade Cuito Cuanavale.